# 18568 Thuillot
18568 Thuillot (1997 TL2) là một tiểu hành tinh vành đai chính được phát hiện ngày 3 tháng 10 năm 1997 bởi Khảo sát tiểu hành tinh OCA-DLR ở Caussols.